# Roth-Technik Austria
Roth-Technik Austria (RTA) ist ein Hersteller für Schalldämpfer- und Abgasnachbehandlungssysteme (Katalysatoren) für Kfz-Auspuffanlagen, mit Sitz in Rastatt, Baden-Württemberg und St. Aegyd, Niederösterreich.

## Geschichte
Roth-Technik, seinerzeit einer der größten deutschen Schalldämpfer- und Auspuffhersteller, ist ursprünglich ein Ableger der Max-Roth-Maschinenwerke in Gaggenau-Ottenau (1924 gegründet). Die Firma übernahm 1990 die im Eisenwerk St. Aegyd im Raum der österreichischen Eisenwurzen angesiedelte Auspuffanlagenproduktion.
Diese Fertigung in St. Aegyd war aus der in den 1790ern bis 1820ern entstandenen, von Jakob Fischer und Daniel Fischer geführten,  Eisen- & Stahl-Industrie-Gesellschaft hervorgegangen. Es war anfangs ein Stahlguss- und Drahtseilwerk, das nach dem Ersten Weltkrieg zum Walzwerk umgerüstet wurde. 1978 hatte die Linzer VOEST das Werk übernommen, die VOEST–ALPINE Werkzeug u. Draht AG (VAWD), ab 1984 geteilt als VOEST Alpine St. Aegyd AG (VASTAG) und VOEST-Alpine Werkzeug & Präzisionstechnik GmbH (die Rohr- und Auspufffertigung der Voestalpine ging in Folge nach Krieglach, die Drahtsparte übernahm Teufelberger in Wels), und ab 1987 VASTAG Automobiltechnik GesmbH. Die Voest hatte schon ab 1982 Schalldämpferanlagen gefertigt, ab 1984 Nachrüstanlagen für Pkw.
In Folge firmierte das Unternehmen als Roth-Technik Austria G.m.b.H. (1987 als solche begründet), für die sich bald die Marke RTA einbürgerte. Ab 1992 konnte neben den anfänglichen VASTAG-Nachrüstsätzen auch die Erstausrüstung für namhafte deutsche Automobilunternehmen übernommen werden.
1996 übernahm Armin Angele, bisheriger Geschäftsführer, die RTA, und die Firma erwarb Know-how samt zugehöriger Patente von der damaligen Muttergesellschaft. Um 2000 wurden Schalldämpfer und  Dieselpartikelfilter für Dieselmotoren für Lkw, Busse und Transporter (On-Road), für Agrarmaschinen, Baumaschinen und Flurförder (Off-Road) wie auch Stationärmotoren, Schiffe und Bahnfahrzeuge (Non-Road) gefertigt werden.
In den frühen 2000ern brachte das Unternehmen zusammen mit dem Nutzfahrzeughersteller MAN den von Emitec in den 1980ern entwickelten Rußpartikelfilter auf Metallfolienbasis (PM-Kat) zur Marktreife, indem dieser vollständig in das Abgassystem integriert werden konnte – vorher wurden diese Anlagen nur für die Nachrüstung älterer Fahrzeuge verwendet. Durch die neuen EU-Abgasnormen von 2005 und 2008 erhielt dieser Markt einen großen Wachstumsschub. RTA übernahm dann die gesamte Fertigung für MAN, um 2006 konnte mit seinerzeit 180 Mitarbeitern in wenigen Jahren der Umsatz auf 30 Millionen Euro verdreifacht werden. Weitere Entwicklungen tätigte das Unternehmen in Folge im Bereich hochhitzebeständiger Lacke und dem schwingungsfesten Einbau von Keramikkatalysatoren. 2014 wurde der produzierende Teil in die Firma RTA GmbH umgelagert, die Roth-Technik Austria G.m.b.H. fungiert seither als 100-%-Beiligungsholding und Technisches Büro. Die Firma hatte zu der Zeit gut 200 Mitarbeiter und etwa 100 Mio. Euro Umsatz.

## Standorte
Das Unternehmen umfasst folgende Firmen und Werke (Stand 2014):
- Roth-Technik Austria G.m.b.H.
  - Rastatt, Baden-Württemberg – Produktentwicklung, technischer Vertrieb
  - St. Aegyd am Neuwalde, Niederösterreich – Verwaltung
- RTA GmbH
  - St. Aegyd am Neuwalde, Niederösterreich – Produktion

## Produkte
Die Produkte der RTA umfassen
- komplette Abgasanlage und Abgasnachbehandlungssysteme für Verbrennungsmotoren
- daneben werden Zieh-, Stanz- und Pressteile sowie Schweißbaugruppen in Lohnfertigung angeboten

Gefertigt wird vom Prototyp bis zum Serienteil. Etwa 85 % der Dienstleistungen und Produkte (Stand um 2007) werden in EU-Länder exportiert, daneben in die Türkei, nach China, Brasilien und in die USA.